# Веселин Вълчев
Веселин Вълчев е български библиограф.

## Биография
През 1951 г. завършва право в Софийския университет „Св. Климент Охридски“. Придобива квалификацията библиограф и отдава творческите си умения и интелскт в областта на научната информация. В периода 1960 – 1975 г. работи в Централната библиотека на БАН. В периода 1975 – 1990 г. е проучвател в секция „Историческа библиография и научна информация“ в Института по история. Изготвя библиографиите към всеки том от Многотомната история на България – където е и автор, и редактор на библиография и показалци, научно-информационното осигуряване на изследователската работа, обнародването на поредицата „Публикации по българска история в чужбина“/„Публикации по българска история“, „Българска историческа книжнина“ и др. Умира на 22 ноември 2005 г.
Автор е на повече от 40 библиографски и биобиблиографски трудове с висока познавателна стойност. Сред тях са:
- Антология на българската социологическа мисъл. Т. 1 – 2. (1978);
- Освободителните борби в Македония и Одринско 1878 – 1912 г.;
- Българска историческа книжнина 1945 – 1979 (1981);
- Библиография на научните трудове на акад. Иван Дуйчев 1931 – 1986 (колектив);
- Библиография на научните трудове на проф. д-р Симеон Ангелов Дамянов (колектив);
- Библиография на трудовете на акад. Христо Ангелов Христов 1974 – 1985 (1988);
- Библиография на трудовете на д-р Тотю Тотев (1993);
- Петър Мутафчиев. Биобиблиография (1992);
- Димитър Ангелов. Биобиблиография (1998, в съавторство с Мара Матакиева).[1]